# Томислав Томашевић
Томислав Томашевић (Загреб, 13. јануара 1982) је хрватски политичар, еколошки активиста. Тренутни је градоначелник Загреба.
Један је од вођа локалне политичке странке "Загреб је НАШ!" и хрватске странке "Moжемо!" а на локалним изборима у Загребу 2017. године је изабран у скупштину града Загреба. 2020. године је потом изабран за посланика у Сабору а 2021. године је постао градоначелник града Загреба након што је победио противкандидата Мирослава Шкора. Дужност градоначелника званично обавља од 4. јуна 2021. године.

## Рани живот и образовање
Томашевић је рођен 1982. године у Загребу. Његов брат и он су одрасли у Запруђу и Запрешићу. 2006. године је дипломирао на Факултету политичких наука у свеучилишту у Загребу а 2013 године је завршио студиј везан за екологију. Томашевић је добио неколико награда и стипендија од страних универзитета. Он се 2016. године оженио Ивом Мертић. Професионално је радио на институту за политичку екологију у Загребу.

## Политичка каријера

### Ране активности
Томашевић је са 16 година придружио Зеленој акцији, невладиној организацији која се бори за еколошка права. 2007. године је постао председник те организације, а са те позиције се спустио у јуну 2012. године.

### Кандидат за градоначелника Загреба 2017.
Томашевић је први пут започео своју кандидатуру за градоначелника Загреба још 2017. године и на тим изборима је освојио 3.94% укупно гласа, док је његова Зелено-лева коалиција освојила четири посланика у градској скупштини Загреба. Као посланик био је жесток критик тадашњег градоначелника Милана Бандића.

### Избори 2021.
У фебруару 2021. године, Томашевић је објавио своју кандидатуру за градоначелника Загреба пред локалне изборе. Томашевић је поднео преко 20,000 потписа ДИПу 29. априла. На изборима који су се одржали 16. маја, Томашевић је успео да освоји 147,631 гласова (45.15%) што га је чинило главним кандидатом за други круг избора. Кандидати иза њега је био бивши певач Мирослав Шкоро, а други круг се одржао 30. маја где је успео да освоји 199,630 гласова (63.87%). Оваква победима у гласовима се раније никад није видела у Загребу, наиме, освојио је 30,000 више гласова него што је Милан Бандић икад највише освојио у свим изборима од 2000. године.

### Градоначелништво
Томашевић је званично положио заклетву 4. јуна и потом је постао нови градоначелник Загреба.